# Ліхтенштайн (Саксонія)
Ліхтенштайн (нім. Lichtenstein) — місто в Німеччині, розташоване в землі Саксонія. Входить до складу району Цвікау. Складова частина об'єднання громад Рунд-ум-ден-Ауерсберг.
Площа — 15,48 км2. Населення становить 11 087 ос. (станом на 31 грудня 2020).

## Галерея

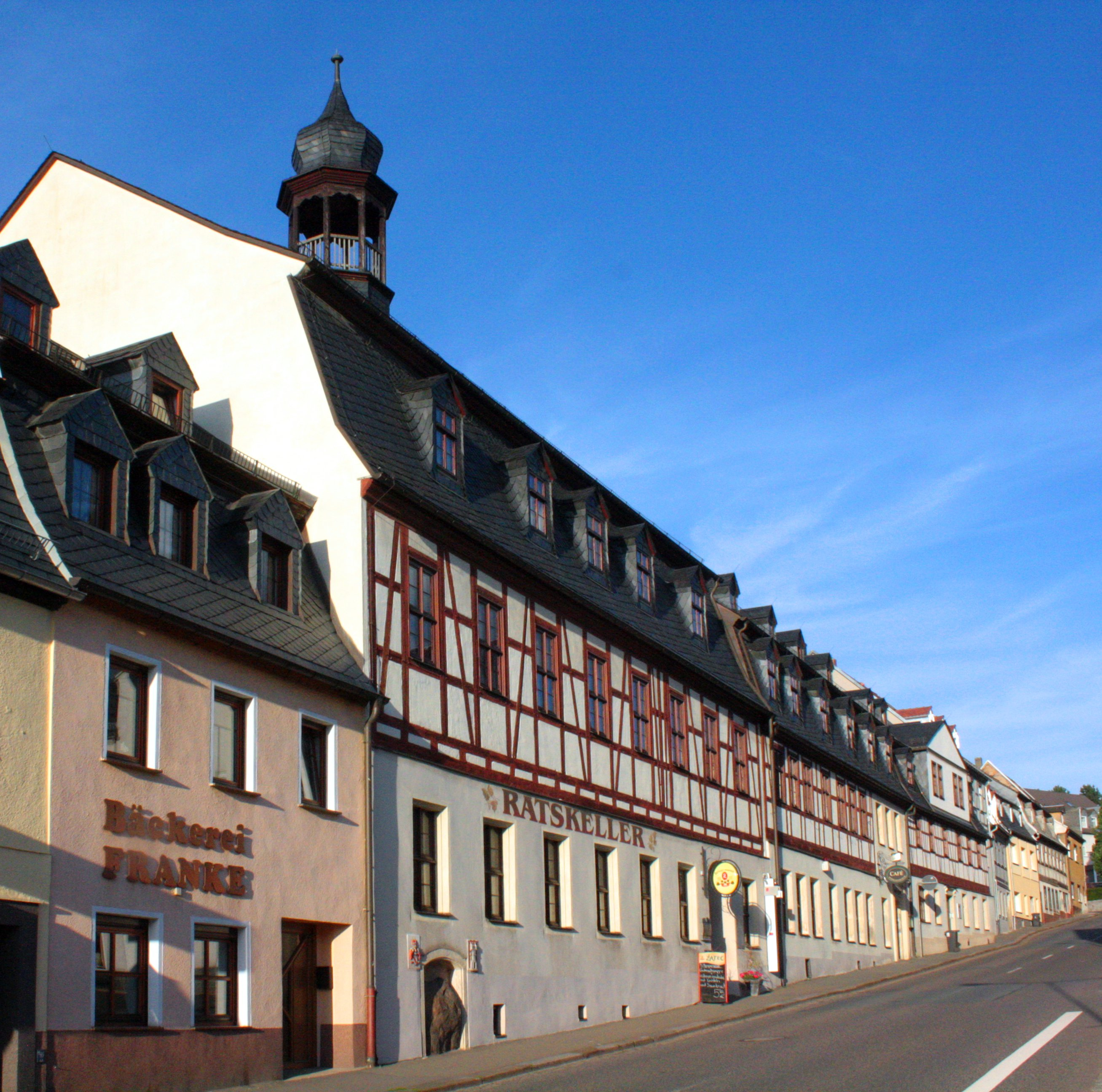
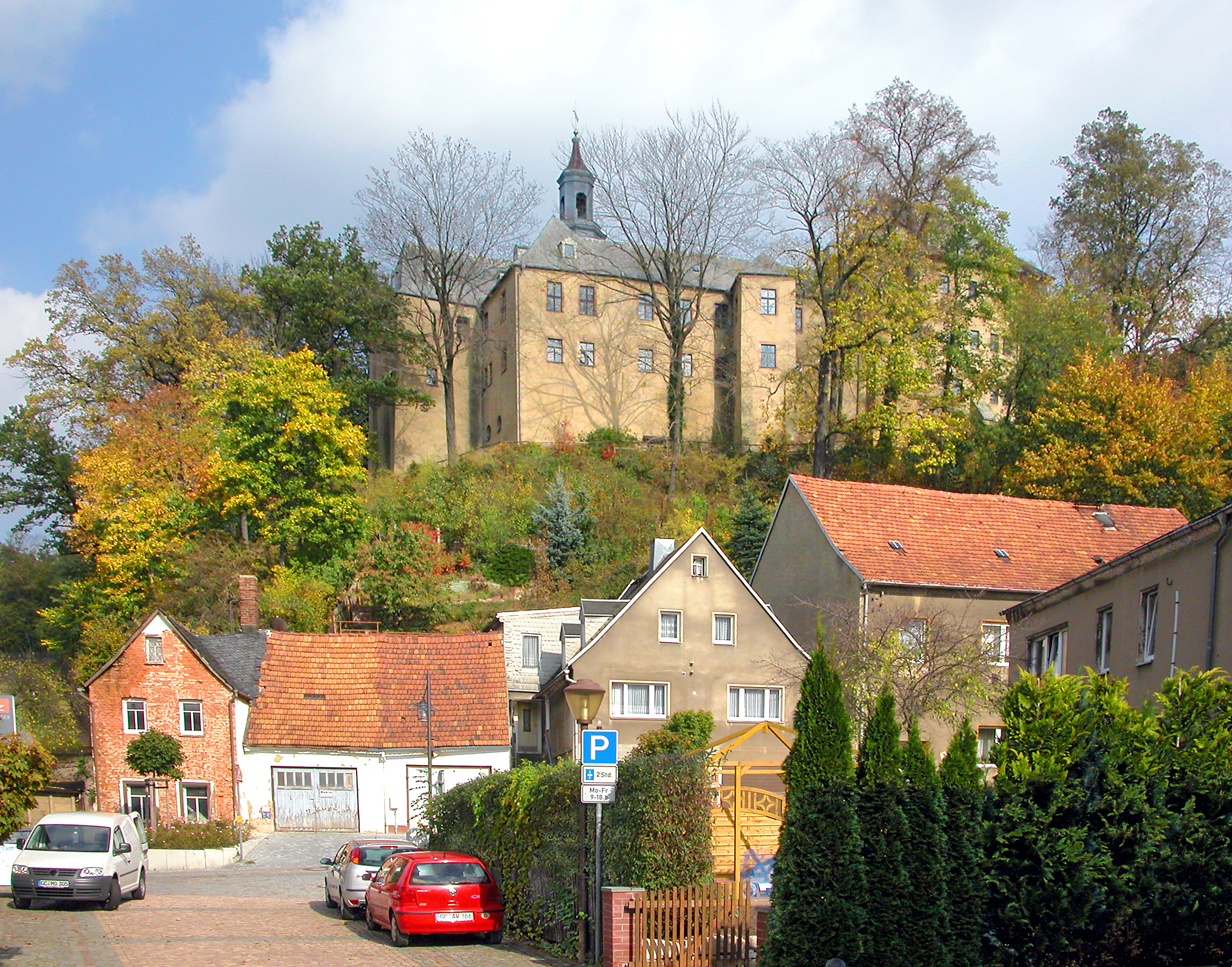
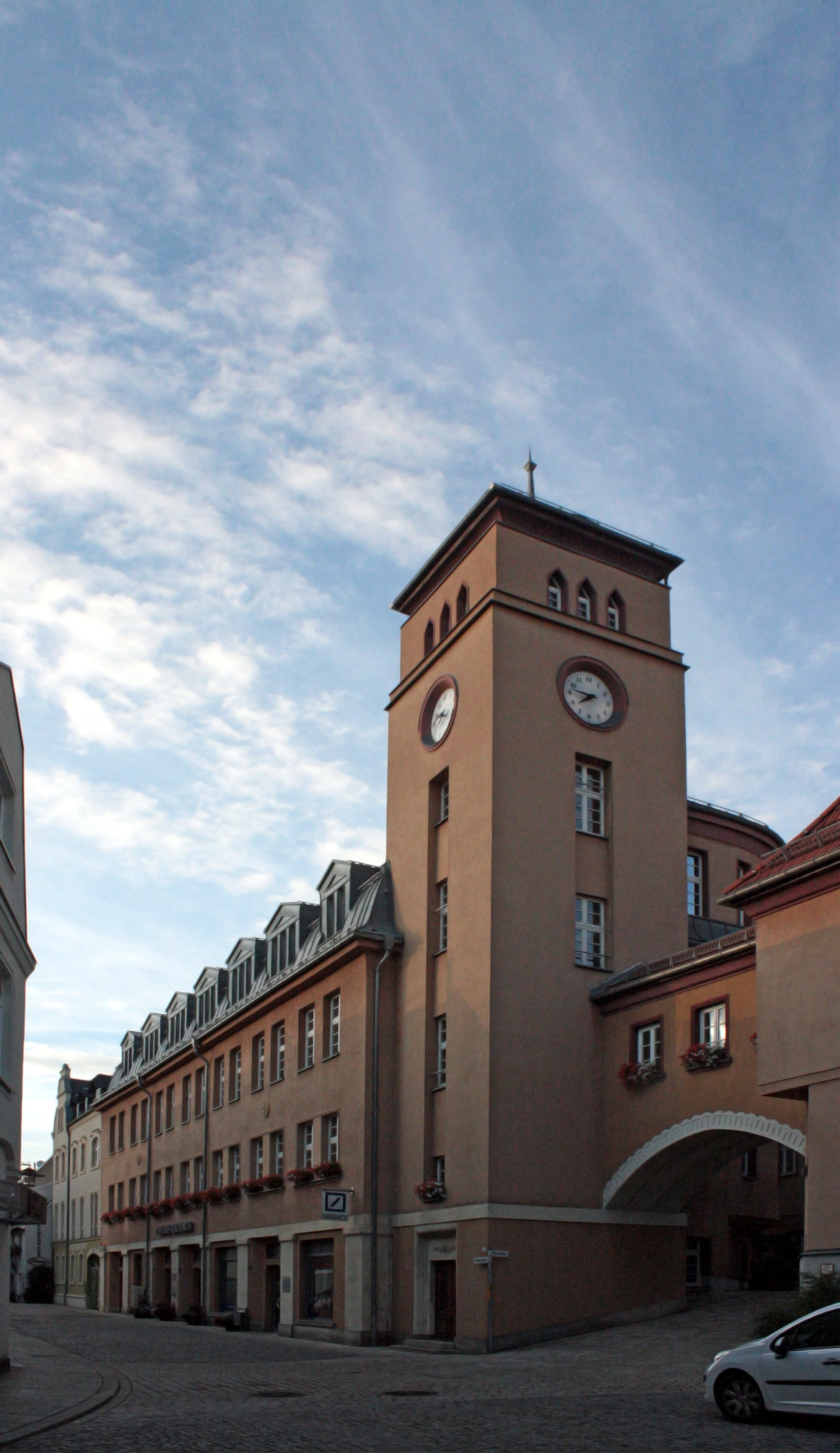